# Phalonidia scolopis
Phalonidia scolopis es una especie de polilla del género Phalonidia, categorizada en la tribu Cochylini, de la subfamilia Tortricinae. Fue descrita por Razowski en 1993.
Fue publicada en Acta zool. cracov. 36: 165. Se distribuye por América del Sur: en Perú, en el departamento del Cuzco, aproximadamente a 40 y 5 kilómetros de Sicuani y la Laguna Pomacanchi respectivamente.